# Gotye
Pour les articles homonymes, voir De Backer.
Pour les articles ayant des titres homophones, voir Gaulthier, Gauthier, Gaultier et Gautier.
Gotye (prononcé Gautier, [ɡotje], en anglais : [ˈɡɑtiːeɪ]), de son nom de naissance Wouter André De Backer, né le 21 mai 1980 à Bruges, est un chanteur, auteur-compositeur-interprète et musicien belgo-australien.

## Biographie
Wouter De Backer naît en Belgique à Bruges en 1980 et émigre avec sa famille vers l'Australie lorsqu’il a deux ans, il possède les deux nationalités,. Très tôt, il est attiré par la musique et apprend divers instruments, notamment le piano et la batterie.
En 1998, Wouter De Backer obtient son diplôme de fin d'études secondaire au Parade College et entre à la Faculté d'arts et de droit de l'université de Melbourne, tout en suivant une formation en langues modernes (japonais). Peu après, il se réoriente vers des études en lettres.
Entre 2010 et 2017, il partage sa vie avec la chanteuse Tash Parker. En juillet 2018, son épouse, Maud Lerayer, donne naissance à une fille, Léonie. 

### Carrière
À l'adolescence, Wouter De Backer forme le groupe Downstares avec des amis de lycée, dont Lucas Taranto qui accompagne Gotye sur scène depuis lors. Les membres de Downstares se séparent et Wouter De Backer se retrouve sans vrai projet musical, ne voyant pas comment faire une carrière solo en tant que batteur. Un ami lui suggère alors de sampler des disques parmi la collection héritée d'un voisin, ce qui lui ouvre une porte pour lancer un projet sous le nom de « Gotye » (phonétiquement « Gautier », la traduction française de « Wouter » qu'utilisait affectueusement sa mère). De ces samples sort en 2001 un CD 4 pistes, Boardface.
À partir de 2002, Wouter De Backer fait partie du duo pop The Basics (en) avec Kris Schroeder, groupe qui enregistre quatre albums et se produit en parallèle avec Gotye entre 2004 et 2010.
En 2003, Gotye sort un album Boardface, qui s'écoule à 37 000 exemplaires. 
Il sort ensuite Like Drawing Blood (2006), dont un single attire le public au point d'être certifié disque d'or, et devient également un succès aux Pays-Bas. 
En 2007, il sort un troisième album, Mixed Blood, mais il faut attendre 2011 pour que le succès éclate avec l'album Making Mirrors. 
Le 5 août 2011 sort un single, Somebody That I Used to Know, en duo avec la chanteuse néo-zélandaise Kimbra (sa compagne Tash Parker avait pourtant enregistré une démo). Grâce à cette chanson, il entre à la première place du Billboard Hot 100. Le titre est sacré « enregistrement de l'année » lors de la 55e cérémonie des Grammies, le 10 février 2013. Le trophée est remis à Gotye par Prince. 
En mai 2013, certains médias annoncent que le titre Somebody That I Used to Know est un plagiat d'un autre morceau : pourtant, dès avril 2012, dans un entretien pour Billboard, Gotye avait expliqué la genèse de son titre et indiqué que l'introduction de Seville de Luiz Bonfá (1967) avait été sa source d'inspiration. Un accord prévoyait d'ailleurs dès le départ de concéder 45 % des redevances à la famille du musicien brésilien décédé en 2001, l'utilisation du sample étant également indiquée dans les crédits de la chanson sur l'album.
Le succès rencontré amène Gotye à repenser sa carrière. En 2014, il lance Spirit Level, un label indépendant. Il annonce également publiquement qu’il arrête la musique sous le nom de Gotye, se laissant la possibilité que le projet puisse renaitre. Il reste actif comme batteur et chanteur des Basics et collabore avec Bibio et Martin Johnson.
En 2016, Wouter De Backer lance un groupe, Ondioline Orchestra, avec lequel il évoque le travail du compositeur français de musique électronique Jean-Jacques Perrey. En 2017, il lance un nouveau label, Forgotten Futures, avec lequel il publie une compilation d’enregistrements rares et inédits de Jean-Jacques Perrey et son ondioline. Il remporte le prix Helpmann dans la catégorie "Meilleur concert contemporain d'Australie".
En novembre 2019, The Basics sorti un cinquième album studio, B.A.S.I.C..
En juillet 2020, Gotye sort un album en public intitulé Live at The Songroom (Season 2, Episode 9), enregistré en 2018 pour une websérie, en collaboration avec The Basics.

## Discographie

### Album
- Boardface (2003)
- Like Drawing Blood (2006)
- Mixed Blood (2007)
- Making Mirrors (2011)

### Singles
- Learnalilgivinanlovin (2006)
- Hearts a Mess (2007)
- Eyes Wide Open (2010)
- Somebody That I Used to Know (2011)
- Easy Way Out (2011)

## Rumeurs
Gotye est victime d'une fausse information sur sa mort le 1er juillet 2012, rumeur lancée par la chaîne américaine d'information CNN que l'intéressé a immédiatement démentie par Twitter.

## Récompenses
- 2006 : prix AIR, catégorie "Most Outstanding New Independent Artist"[3]
- 2006 : prix ARIA Music, catégorie "Best Male Artist"[13]
- 2011 : prix ARIA Music[14], catégorie "Single of the Year" pour « Somebody That I Used to Know »
- 2011 : prix ARIA Music[14], catégorie "Best Pop Release" pour « Somebody That I Used to Know »
- 2011 : prix ARIA Music[14], catégorie "Best Video" pour Natasha Pincus
- 2011 : prix ARIA Music[14], catégorie "Engineer of the Year" pour François Tétaz
- 2011 : prix ARIA Music[14], catégorie "Producer of the Year"
- 2011 : prix ARIA Music[14], catégorie "Best Male Artist"
- 2011 : prix EG, catégorie "Best Male Artist" [15],[16]
- 2011 : prix EG, catégorie "Best Song" pour « Somebody That I Used to Know »[15],[16]
- 2011 : prix EG, catégorie "Outstanding Achievement By a Victorian Artist"[15],[16]
- 2012 : prix APRA Music, catégorie "Most-played Australian work" pour « Somebody That I Used to Know »[17]
- 2012 : prix APRA Music, catégorie "Song of the Year" pour « Somebody That I Used to Know »[17]
- 2012 : prix APRA Music, catégorie "Songwriter of the Year"[17]
- 2012 : prix MTV Europe Music, catégorie "Best Australia & New Zealand Act"
- 2012 : prix ARIA Music, catégorie "Album of the Year" pour Making Mirrors[18]
- 2012 : prix ARIA Music, catégorie "Best Pop Release" pour Making Mirrors[18]
- 2012 : prix ARIA Music, catégorie "Best Cover Artist" pour Making Mirrors[18]
- 2012 : prix ARIA Music, catégorie "Engineer of the Year" pour Making Mirrors[18]
- 2012 : prix ARIA Music, catégorie "Best Male Artist"[18]
- 2012 : prix ARIA Music, catégorie "Best Australian Live Act"[18]
- 2013 : prix APRA Music, catégorie "Most Played Australian Work Overseas" pour « Somebody That I Used to Know »[19]
- 2013 : prix Grammy, catégorie "Record of the Year" pour « Somebody That I Used to Know »[20]
- 2013 : prix Grammy, catégorie "Best Pop Duo/Group Performance" pour « Somebody That I Used to Know »[20]
- 2013 : prix Grammy, catégorie "Best Alternative Music Album" pour Making Mirrors[20]
- 2018 : prix Helmann, catégorie "Best Australian Contemporary Concert" pour Gotye Presents a Tribute to Jean-Jacques Perrey